# Gandhi (banda)
Gandhi es una banda del Rock alternativo, formada en 1993 en San José, Costa Rica. Se caracterizan por mezclar diversas influencias en su música, desde rock hasta reggae, jazz, ritmos latinos, metal (música), música electrónica y samplers. 
El grupo ha llevado su música a México, Estados Unidos, Guatemala, Inglaterra, China. 
Han trabajado con productores como Tweety González (Fito Páez, Soda Stereo, Gustavo Cerati), Sabo Romo (Caifanes, Jaguares) y Stevie Salas (Mick Jagger, Rod Stewart, Dave Grohl, Taylor Hawkins, Matt Sorum). Además, aparecieron en el disco "Tributo a Soda Stereo" y han compartido el escenario con grupos como La Ley, Aterciopelados, Jaguares, Café Tacvba, Deep Purple, Aerosmith y Guns N' Roses.
Son reconocidos en la actualidad por su sólida trayectoria en la escena y sus estatus de leyenda en rock costarricense por los diferentes logros y su experiencia en el terreno musical, a nivel nacional e internacional, al igual que por la combinación de géneros y sus extravagentes y ejecuciones precisas en sus conciertos.

## Historia
La historia del grupo empieza en 1993 cuando Federico Miranda y Luis Montalbert-Smith se conocieron en el colegio específicamente en el Saint Francis College, donde tocaron juntos en un concurso y ganaron el segundo lugar. Ambos habían empezado en la música desde temprana edad, y tenían ya una fuerte inclinación hacia la misma.
Massimo Hernández, baterista, conoció a Luis y Federico por medio de un amigo en común, encontrando intereses y gustos muy similares hacia la música. En sus primeros años, tuvieron varios bajistas, entre ellos Bruno Porter y Mauricio Pauly, quien tocó también con Café con Leche (banda). Pauly salió de la banda y dio paso a Abel Guier, quien se unió a Gandhi en marzo de 1996, antes de grabar el primer disco. Abel conocía al resto de la banda años atrás en el colegio.
El grupo inicia con conciertos en la Escuela de Bellas Artes de la Universidad de Costa Rica y en algunos de los bares locales. Sus conciertos incorporaban elementos artísticos visuales, como pintura corporal, teatro, luminotecnia, y escenografía. De esta forma su popularidad aumentó rápidamente entre el público costarricense de aquella época, en su mayoría universitario.
Desde que le pusieron nombre al grupo, Gandhi ha querido transmitir donde quiera que vayan un mensaje positivo, reflejando una cultura de paz.

## En el jardín del corazónyPáginas perdidas
Su primera producción, titulada "En el Jardín del Corazón", fue lanzada independientemente con la colaboración de Alberto Ortíz, en el año de 1997. Para el concierto de lanzamiento, se agotaron las entradas rápidamente en el "Teatro Melico Salazar". El grupo logró colocarse en los primeros lugares de las principales emisoras nacionales con el tema "Quisieras". De ese disco también destacan sus canciones "Mátame" y especialmente "El Invisible". Esta última alcanzó un éxito sin precedentes para una canción de rock nacional, ya que se mantuvo el primer lugar por varias semanas en las principales emisoras. En 1998, Gandhi participa en el "Rock Fest", principal evento de música rock del país, cubierto en esa ocasión por MTV Latino. Dicho concierto deja claro que Gandhi se había convertido en el grupo nacional favorito del público.
El segundo disco, "Páginas Perdidas", fue lanzado en 1999 y terminó de lanzar a Gandhi a la cima del rock costarricense. Para celebrar su lanzamiento se organizaron dos conciertos, ambos llenos totales. "Páginas Perdidas" ganó 3 premios de la Asociación de Compositores y Autores Musicales (ACAM). Entre estos premios estaban "Mejor Disco" y "Mejor Compositor del Año", reconocimiento que anteriormente no se le había dado al género rock. Los sencillos del álbum fueron "Al Son del Dolor", "Un 1 De Un 11", "Clara", "El Invisible", "Mátame" y "En el Ático". Gracias a su creciente popularidad, Gandhi es invitado a cerrar los "Rock Fest" de 1999, 2000 y 2001.
En el 2001 participaron en el disco "Tributo a Soda Stereo", con la canción "(En) el séptimo día". El disco fue una importante producción que reunió a reconocidos artistas como Aterciopelados, Moenia, y Julieta Venegas. Grabaron una segunda canción de Soda Stereo, "Sueles dejarme solo", que no quedó como parte del disco tributo, pero fue incluida posteriormente en su disco BIOS.

## BIOSyCiclos
En el 2002, Gandhi lanza su tercer álbum, un disco doble titulado "BIOS". Más que un álbum tradicional, "BIOS" fue un compilado: el primer disco de canciones nuevas, otras inéditas, versiones alternas y remixes de sus canciones conocidas; y el segundo disco de versiones en vivo de sus temas más conocidos.
Su cuarto disco, titulado "Ciclos", fue lanzado en el 2004. El álbum fue producido por el mexicano Sabo Romo, bajista y productor de Caifanes y Jaguares. La participación de Romo fue crucial en cuanto a la dirección y el estilo del disco. Fue grabado y mezclado por Alberto Ortiz en Costa Rica y masterizado por Rodolfo Vásquez en México.
En el 2005 se unieron a la campaña "Armas, No Gracias" junto con la Fundación Arias para la Paz y el Progreso Humano, con el fin de reducir el tráfico ilegal de armas en Centroamérica. Para llevar este mensaje a los jóvenes, Gandhi lanzó "Sr. Caballero", sencillo de su disco Ciclos.

## 2006-2007
En el 2006 lanzaron "Un Ciclo Mas", un DVD tipo documental y recopilatorio que se elaboró en años recientes. Incluye material de sus giras por Estados Unidos y México, así como su presentación en el uno de los eventos nacionales más importantes y reconocidos el "Festival Imperial 2006" frente a más de 15000 personas. Incluye además algunos videos, grabaciones de estudio con Sabo Romo, y "Epidemia", documental sobre el tráfico ilegal de armas en Centroamérica.
Su último trabajo del 2007 es un recopilatorio llamado Gandhi Volumen 1. Incluye 15 temas de los cuales 2 son en vivo y uno en versión acústica.

## 2009:Arigato No!
Luego de un descanso parcial en el que los miembros se dedicaron a componer, trabajar en varios proyectos, y especialmente a madurar su estilo y dirección como banda, regresa con su nuevo disco de estudio titulado Arigato No!  Este es su quinto disco y el primero luego del disco "Ciclos" lanzado en el 2004. Arigato No! se lanzó en marzo del 2009 con excelente aceptación tanto del público como de la prensa.
El disco Arigato No! contiene 11 temas compuestos por los cuatro miembros de Gandhi y con la colaboración de Stevie Salas (Mick Jagger, Rod Stewart) productor musical del disco. Los temas son: Arigato, Ondularte, Gran Ciudad, Mujer, Estréllame, Simple, Rocket, La herida, Mañana, Ríe (La culpa y el perdón), y Lo que más dolió.
El primer sencillo, "Arigato", llega al primer lugar en las principales emisoras, y su video recibe el premio de "Video más Votado" por el primer canal musical costarricense "VM Latino".
El segundo sencillo, "Ondularte", se ubicó en todos los top 10 de las emisoras de rock del país. "Rie (La culpa y el perdón)" y "Lo que más dolió" fueron también sencillos pero fue "Estréllame" la canción que más impacto hizo en el público, convirtiéndose en un "fan-favorite" casi inmediato.
La presentación del disco "Arigato No!", concierto realizado en la maravillosa "Antigua Aduana", patrimonio del Estado, fue catalogado por la prensa como "El mejor concierto por un grupo nacional en la historia del Rock de Costa Rica" - La Nación (Costa Rica), 2009. 
Dicho concierto fue llevado a cabo con los más altos estándares de calidad en producción audiovisual. Su nivel de ejecución a este punto de su carrera es, prácticamente, perfecto, con una solidez, precisión y sentimiento nunca antes visto en una banda nacional profesional. Este concierto estuvo a la talla de cualquier banda de proyecciones internacionales, con una puesta en escena que nunca se había logrado en el país, con un trabajo de luces y cámaras excepcional. Todo esto quedó grabado en el "Gandhi en la Antigua Aduana: Arigato Live!", nominado a "DVD del Año", en la décima entrega de los Premios ACAM,
Iguales o mejores críticas recibió la banda por su magnífica presentación junto a Fito Páez en un concierto gratuito frente a más de 20000 personas. A mediados de año se presentaron junto a Aerosmith en "La Guácima" frente a 23000 personas.

## 2011-2015
EL 2014 arrancó con Gandhi realizando una exitosa gira nacional junto a la prestigiosa y respetada Orquesta Sinfónica Nacional de Costa Rica.
Gandhi viaja por primera vez a China donde participa en dos de los más reconocidos festivales de Pekín.
Gandhi edita su séptimo disco de Estudio, "Universo Asimetrico", producido nuevamente por Stevie Salas. Concebido originalmente como un disco corto (EP) de dos partes, Universo Asimétrico generó los sencillos "Perfecto" y "Asimétrico II". Nuevamente Gandhi gana Disco Rock del Año en los Premios ACAM, los premios de la Música Costarricense.

## 2017-2018: 25 aniversario
Luego de promocionar el disco Universo Asimétrico, y de un merecido descanso, la banda vuelve a ingresar al estudio, a empezar a dar cuerpo a parte de lo que será su nueva producción, esta vez produciendo ellos mismos.
En septiembre de 2018, los días 14 y 15, Gandhi celebra su 25 Aniversario de Carrera en dos conciertos SOLD OUT en el Teatro Popular Melico Salazar, en San José Costa Rica. Acompañados de figuras musicales como Debi Nova, Bernal Villegas y Manuel Obregón, entre otros, Gandhi celebró en dos noches sus 25 años de música original.

## 2019
2019 vio a Gandhi mezclando su nuevo disco de la mano de Tweety González (Fito Páez, Soda Stereo, Gustavo Cerati) en Buenos Aires, Argentina, que saldría en el primer tercio del año. Boicot es el nombre del primer sencillo que se estrenó esa primavera. En el mismo mes de marzo Gandhi viaja al "Festival Vive Latino 2019", y un mes después al "Festival Rock X la Vida" en Guadalajara.

## Miembros
- Bajo: Abel Guier.
- Batería : Massimo Hernández.
- Guitarra: Federico Miranda .
- Voz, piano: Luis Montalbert-Smith.

## Discografía

### Álbumes
- Boicot victoria (2020)
- Universo asimétrico (2015)
- Arigato Live: En vivo en la Antigua Aduana (DVD) (2010)
- [Arigato No!]] (2009)
- Vol. 1 (Compilación) (2007)
- Un ciclo más (DVD) (2006)
- Ciclos (2004)
- BIOS (2002)
- Páginas perdidas (1999)
- En el jardín del corazón (1997)

### Sencillos
- Inquebrantable (2024)
- El tiempo es Pasajero (2021)
- Hogar (2020)
- Solo el mar (2020)
- Boicot (2020)
- Asimétrico II (2015)
- Ritual (2015)
- Perfecto (2015)
- Lo que más dolio (2010)
- Estrellame (2010)
- Ríe (La culpa y el perdón) (2010)
- Ondularte (2009)
- Arigato (2009)
- Mientras tanto (en vivo) (2006)
- Sombras (2005)
- Sr. Caballero (2005)
- Una Ilusión (2004)
- Ciclos (2004)
- Comida de animal (2003)
- Procesión (2002)
- Hacia adentro (2002)
- Otro gol (2002)
- Mátame (2000)
- El invisible (2000)
- Al son del dolor (1999)
- Un 1 de un 11 (1999)
- El invisible (1997)
- Seca roja reja (1997)
- Quisieras (1997)

### Compilaciones
- Tikici@ rock (2000)
- Tributo a Soda Stereo (2001)
- Tikici@ rock2 (2001)
- Sí se pudo (2002)
- 20 años de rock nacional (2002)